# Niederfleckenberg
Niederfleckenberg is een deel van het stadsdeel Fleckenberg van de stad Schmallenberg in het Hochsauerlandkreis in Noordrijn-Westfalen in Duitsland. Niederfleckenberg en Oberfleckenberg vormen samen het stadsdeel Fleckenberg.
Niederfleckenberg ligt aan de Uerdinger Linie, in het traditionele Nederduitse gebied van het dialect Westfaals. Niederfleckenberg ligt in het Sauerland. 